# Auth Attila
Auth Attila (Siklós, 1960. december 11. –) grafikusművész, a Magyar Képzőművészeti Egyetem docense.

## Életpályája
Auth Attila 1960-ban született Siklóson. 1975-ben jelentkezett a Pécsi Művészeti Középiskolába, ahol 1979-ben reklámgrafika szakon végzett.
1983-tól a Magyar Képzőművészeti Főiskola tervezőgrafika szakán tanult, 1987-ben szerzett grafikusművészi és tanári diplomát. Diplomamunkáját az arculattervezés, a tipográfia és a plakát témaköreiből választotta, mesterei Zelenák Crescencia és Nagy Gábor voltak. Diplomája megszerzése után részt vett a főiskola kétéves mesterképzésében is.
1979-től 1983-ig a Pannónia Filmstúdióban dolgozott mint tervező-animátor illetve segédrendező, Szabó Sipos Tamás, Varga Csaba, és további rendezők számos rajzfilmjének volt a vezető animátora.
1986-tól 1989-ig az Opus reklámügynökség art-directora. 1990-ben megalapítja az Auth Design Grafikai Stúdiót, melynek tulajdonosa és art-directora.
1989 óta a Magyar Képzőművészeti Egyetemen tanít tipográfiát, 1997 óta a Tervezőgrafika tanszék adjunktusa.
A Kisképző grafika szakán tanít.
Legismertebb munkái az Iparművészeti Múzeum, a Postabank, a Budapest Liszt Ferenc nemzetközi repülőtér és a budapesti kettes metró arculattervezése.

## Tagságai
- Magyar Alkotóművészek Országos Egyesülete (1989-től)
- Magyar Képzőművészek és Iparművészek Szövetsége (1990-től), 2015-től a Tervezőgrafikai szakosztály elnöke
- Magyar Grafikai Stúdiók Egyesülete (2002-től)
- Magyar Tervezőgrafikusok és Tipográfusok Társasága (2006-tól) alapító tag, 2012-2014 között az elnökségi tagja[2]

## Fontosabb díjai
- Nagyidai Neisel díj, 1987
- Aranyrajzszög díj, 2002[3]
- Ferenczy Noémi-díj, 2005[4]
- Tierney Clark díj, 2005
- XV. Országos Tervezőgrafikai Biennále – fődíj, 2006[5]
- Europa Nostra-díj, 2006 (Ferihegy Airport, Terminal 1.)[6]
- Magyar Arany Érdemkereszt (2025)

## Jelentősebb kiállításai
1996
- A Postabank arca, Ernst Múzeum

1998
- Embléma kiállítás, Budapesti Kongresszusi Központ

2002
- A Magyar Grafikai Stúdiók Egyesületének I. Aranyrajzszög kiállítása, Vasarely Múzeum, Budapest

2003
- A Magyar Grafikai Stúdiók Egyesületének II. Aranyrajzszög kiállítása, VAM Design Galéria
- Metró 2, pályanyertes kiállítás, Magyar Építész Kamara, Kós Károly Terem

2004
- Magyar Formatervezési Díj Kiállítása, Iparművészeti Múzeum
- A Magyar Grafikai Stúdiók Egyesületének III. Aranyrajzszög kiállítása, Képzőművészek és Iparművészek Szövetsége Székháza, Andrássy út

2005
- A Magyar Grafikai Stúdiók Egyesületének IV. Aranyrajzszög kiállítása, Gödör Klub Galéria
- Emblémák, Rossz Templom Galéria, Eger

2006
- Embléma feketén-fehéren, Saint Galéria, Budapest
- A Magyar Grafikai Stúdiók Egyesületének V. Aranyrajzszög kiállítása, Gödör Klub Galéria
- XV. Országos Tervezőgrafikai Biennále, Magyar Nemzeti Galéria

2007
- MKISZ Tervezőgrafikai Biennále, válogatás, Árkád Galéria, Budapest
- A Magyar Grafikai Stúdiók Egyesületének VI. Aranyrajzszög kiállítása, Gödör Klub Galéria
- 50 éves a Pécsi Művészeti, Pécsi Galéria

2008
- A Magyar Grafikai Stúdiók Egyesületének VII. Aranyrajzszög kiállítása, Design Terminál

2009
- A plakát Művészete, Nemzeti Táncszínház Galéria
- Embléma feketén-fehéren, Liszt Ferenc Konferencia és Kulturális Központ, Sopron
- A Magyar Grafikai Stúdiók Egyesületének VIII. Aranyrajzszög kiállítása, Design Terminál

2010
- A plakátművészet nézőpontja, Nemzeti Táncszínház Galéria
- XVII. Országos Tervezőgrafikai Biennále, Olof Palme ház
- A Magyar Grafikai Stúdiók Egyesületének IX. Aranyrajzszög kiállítása, Design Terminál

2011
- Angyalok, szeráfok, kerubok, Barabás Villa Galéria
- A Magyar Grafikai Stúdiók Egyesületének X. Aranyrajzszög kiállítása, Design Terminál
- MKISZ Tervezőgrafikai Biennále, Magyar Alkotóművészek Háza

2012
- A Magyar Grafikai Stúdiók Egyesületének XI. Aranyrajzszög kiállítása, Design Terminál
- XVIII. Országos Tervezőgrafikai Biennále, Munkácsy Mihály Múzeum

2013
- MKISZ Országos Tervezőgrafikai Biennále, Dunapalota
- A Magyar Grafikai Stúdiók Egyesületének XII. Aranyrajzszög kiállítása, Design Terminál

2014
- XIX. Országos Tervezőgrafikai Biennále., Munkácsy Mihály Múzeum
- Mester és tanítványai, Deák Erika Galéria
- Jeles 5!, Hegyvidék Galéria
- Huszonötök 35 éve, Design Labor, Pécs
- A Magyar Grafikai Stúdiók Egyesületének XIII. Aranyrajzszög kiállítása, Várkert Bazár

2015
- MKISZ, Országos Tervezőgrafikai Biennále,, Magyar Képzőművészeti Egyetem, Barcsay terem
- Betű-Szó-Kép, Pécsi Tudomány Egyetem Művészeti Kar, Nick Galéria
- A Magyar Grafikai Stúdiók Egyesületének XIV. Aranyrajzszög kiállítása, Tesla Budapest